# DekadentFabrik
DekadentFabrik je česká experimentální hudební skupina. Založili ji David Cajthaml a Otto M. Urban (DJ Satan) v roce 2008. K dvojici se brzy přidali ještě basista Ivan Bierhanzl a saxofonista Mikoláš Chadima. První album kapela vydala v červnu 2011 pod názvem Fetish Now! (vydavatelství Black Point) a jako host se na něm podílela zpěvačka Monika Načeva. Autorem dvou textů je německý spisovatel Jürgen Fuchs. Druhá deska vyšla pod názvem Mental Morphosis (Guerilla Records) v roce 2014. Poté se skupinou přestal vystupovat Mikoláš Chadima, na jehož místo nastoupil flétnista Martin Čech, s nímž skupina nahrála své třetí album Opium Jazz (Guerilla Records, 2016).

## Diskografie
- Fetish Now! (2011)
- Mental Morphosis (2014)
- Opium Jazz (2016)